# Mario Muñoz Espinosa
Mario Muñoz Espinosa (24 de septiembre de 1970, Distrito Federal, México) desde hace casi veinte años ha trabajado desde su casa productora Películas Imaginarias, con la que ha dirigido y producido publicidad, cine y teatro.
En el campo de la publicidad ha producido campañas que han sido reconocidas con premios en México y en los festivales más importantes alrededor del mundo.
Recientemente, dirigió para la iniciativa social Nuestro México del Futuro el controvertido vídeo Niños incómodos, que se volvió un fenómeno viral con más de 28 millones de vistas en YouTube.
En teatro, adaptó y dirigió Alerta en Misa (Mass Appeal) en el 2004 y en el 2013 tradujo y dirigió  Tren hacia la noche, del reconocido escritor Cormac McCarthy.
En cine, Mario filmó el cortometraje Mientras me muero en el 2000, el cual fue nominado al Ariel y ganó el Sol de Oro en el Festival de Biarritz. En el 2008 Mario estrena su primer largometraje, Bajo la sal, un thriller policíaco producido por Warner Brothers por el que Irene Azuela gana su segundo Ariel.
Actualmente Mario está trabajando en su siguiente proyecto para cine, la adaptación de la aclamada novela de Martín Solares, Los minutos negros.

## Premios y reconocimientos
- Nominación a mejor cortometraje por Mientras me muero (Ariel, 2004)
- Sol de Oro por Mientras me muero (Biarritz, 2003)
- Selección Oficial Bajo la sal (FICM, 2008)